# Gare de Chalonnes
La gare de Chalonnes est une gare ferroviaire française de la ligne de La Possonnière à Niort, située à L'Onglée sur le territoire de la commune de Chalonnes-sur-Loire, dans le département de Maine-et-Loire, en région Pays de la Loire.
C'est une gare de la Société nationale des chemins de fer français (SNCF), desservie par des trains express régionaux TER Pays de la Loire, circulant entre Angers Saint-Laud et Cholet.

## Situation ferroviaire

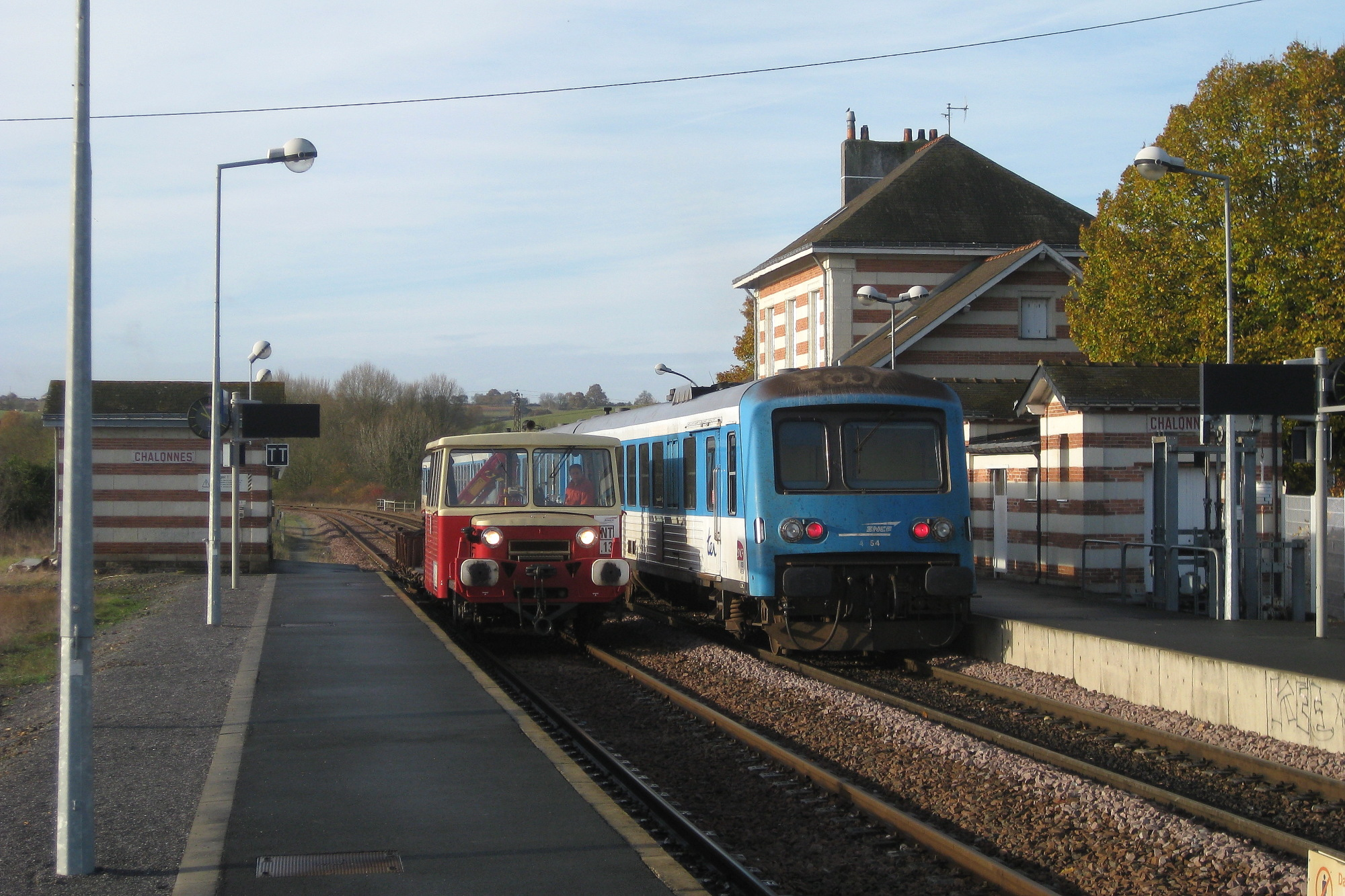
Une UM d'X 4630 croise une draisine.

Établie à 24 mètres d'altitude, la gare de Chalonnes est située au point kilométrique (PK) 5,631 de la ligne de La Possonnière à Niort, entre les gares ouvertes de La Possonnière et Chemillé.  Elle est séparée de cette dernière par les gares aujourd'hui fermées des Fourneaux et de La Jumellière.

## Histoire
Elle fut construite en 1865 pour l'inauguration de la ligne de La Possonnière à Niort.

## Service des voyageurs

### Accueil
Gare SNCF, elle dispose d'un bâtiment voyageurs. Elle est équipée d'un automate pour l'achat de titres de transport TER.
Le nom officiel de la gare ne comporte pas la deuxième partie du nom composant la commune desservie, « -sur-Loire »,, bien qu’elle soit baptisée « Gare de Chalonnes-sur-Loire » sur le site TER internet de la Région et sur les fiches horaires.

### Desserte
La gare est desservie par des trains TER Pays de la Loire, circulant entre Angers Saint-Laud et Cholet.

### Intermodalité
Un parc pour les vélos et un parking pour les véhicules sont aménagés.